# Ferocactus
Genre
Classification APG II (2003)
Ferocactus est un genre de la famille des cactus composé de 30 espèces.
Certaines espèces étaient logées précédemment dans le genre Echinocactus.
Le nom vient du latin ferus (= féroce) par référence aux épines acérées.
On les trouve dans le sud-ouest des États-Unis et le nord-ouest du Mexique.
Ce sont des cactus en forme de tonneau avec en général de grandes épines et de petites fleurs.
Les jeunes spécimens sont colonnaires, mais en vieillissant, des côtes apparaissent et leur donnent une forme proche de celle d'un tonneau. La plupart des espèces sont solitaires mais certains, comme Ferocactus robustus et Ferocactus glaucescens forment des touffes.
Les fleurs sont roses, jaunes, violet ou rouges selon les espèces. Les pétales présentent parfois d'une bande de couleur plus foncée.
Habitants du désert, ils peuvent faire face à une chaleur intense, mais aussi un gel modéré.
Comme tous les cactus, ils ont besoin d'un sol bien drainé. La propagation se fait généralement à partir de graines. 

## Taxonomie

### Espèces
- Ferocactus alamosanus
- Ferocactus chrysacanthus

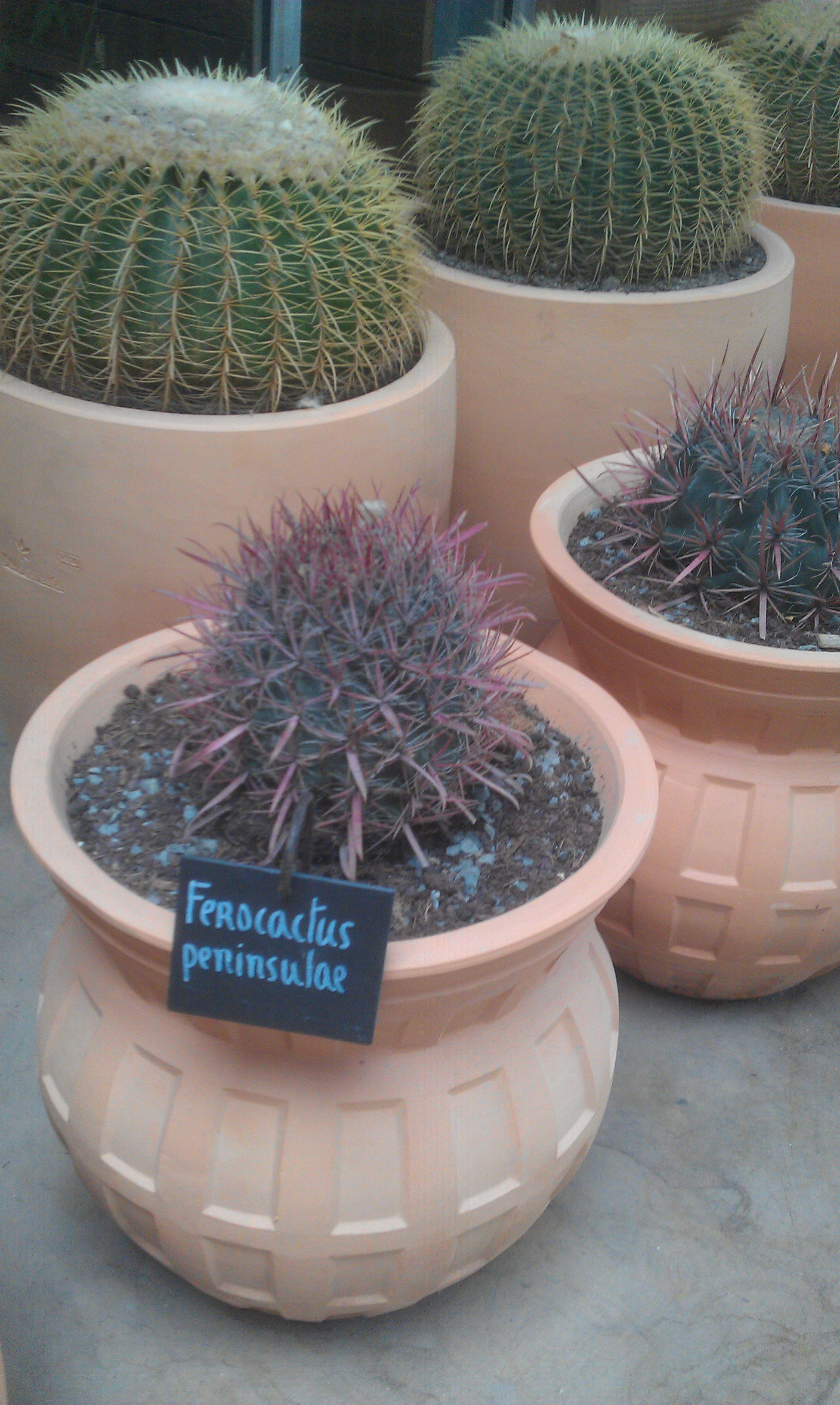
Ferocactus peninsulae

- Ferocactus cylindraceus - California Barrel Cactus, Cliff Barrel, Compass Barrel, Compass Cactus, Desert Barrel, Golden-Spined Barrel, Spiny Barrel Cactus
- Ferocactus diguetii
- Ferocactus echidne - Sonora Barrel, Coville's Barrel Cactus, Emory's Barrel Cactus, Traveler's Friend
- Ferocactus emoryi
- Ferocactus flavovirens
- Ferocactus fordii
- Ferocactus glaucescens
- Ferocactus gracilis - Fire Barrel Cactus
- Ferocactus hamatacanthus - Mexican Fruit Cactus, Texas Barrel Cactus, Turk's-Head Barrel Cactus
- Ferocactus herrerae - Twisted Barrel Cactus
- Ferocactus histrix - Electrode Cactus
- Ferocactus horridus
- Ferocactus johnstonianus
- Ferocactus latispinus
- Ferocactus macrodiscus
- Ferocactus peninsulae
- Ferocactus pilosus - Cactus citron mexicain
- Ferocactus pottsi
- Ferocactus rectispinus
- Ferocactus reppenhagenii
- Ferocactus robustus
- Ferocactus santa-maria
- Ferocactus schwarzii
- Ferocactus stainesii
- Ferocactus townsendianus
- Ferocactus viridescens - Coast Barrel Cactus, Keg Cactus, Green-stemmed Viznaga, San Diego Barrel Cactus, Sisal (unrelated to Sisal)
- Ferocactus wislizeni - Fishhook Barrel Cactus, Arizona Barrel Cactus, Candy Barrel Cactus, Southwestern Barrel Cactus

### Synonymes
- Bisnaga Orcutt
- Brittonia C. A. Armstr. (nom. inval.).

## Liens externes

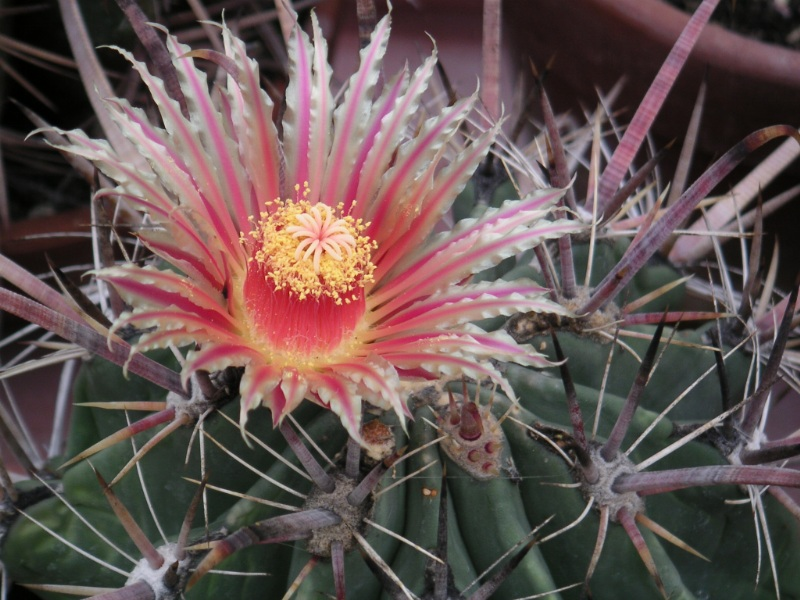
Ferocactus sp.

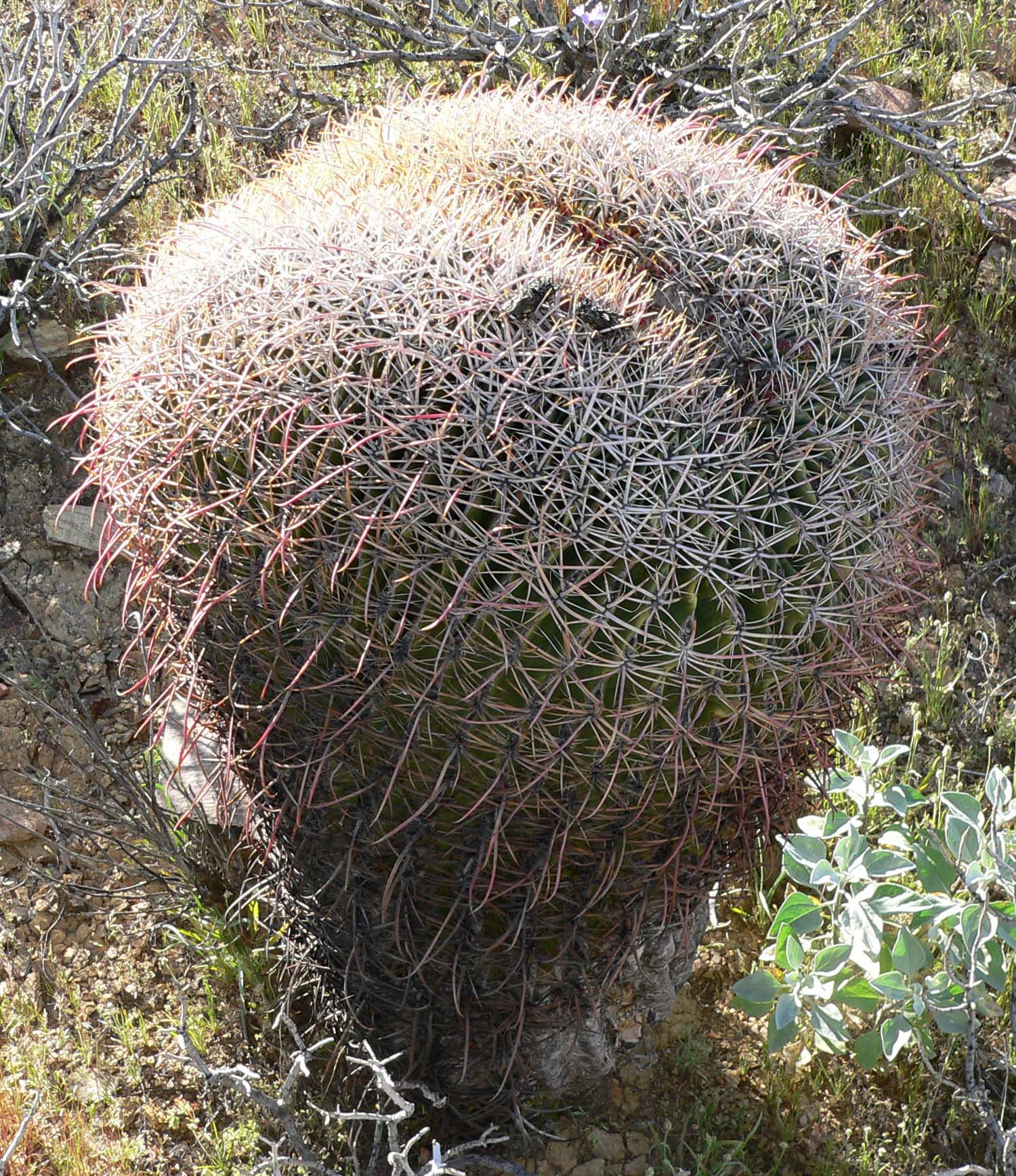
Ferocactus Cylindraceus